# Prawo prywatne międzynarodowe (ustawa 2011)
Ustawa z dnia 4 lutego 2011 r. Prawo prywatne międzynarodowe – polska ustawa, dwukrotnie nowelizowana,  regulująca właściwość prawa dla stosunków z zakresu prawa prywatnego związanych z więcej niż jednym państwem.